# 片山さつき
片山 さつき（かたやま さつき、1959年〈昭和34年〉5月9日 - ）は、日本の政治家、大蔵官僚、実業家、行政書士。自由民主党所属の参議院議員（3期）、参議院決算委員長、自由民主党金融調査会長。旧姓は、朝長（ともなが）。
内閣府特命担当大臣（地方創生、規制改革、男女共同参画）、女性活躍担当大臣を歴任した。元衆議院議員（1期）。元大蔵省主計官。公益財団法人日本不動産学会会員。株式会社片山さつき政治経済研究所元代表取締役。

## 来歴
埼玉県浦和市（現・さいたま市浦和区）生まれ。現住所は東京都港区港南4丁目および静岡県浜松市中央区志都呂町としている。
1972年、浦和市立高砂小学校卒業。東京教育大学附属中学校入学。1978年、東京教育大学附属高校卒業、東京大学文科一類入学。1982年、東京大学法学部卒業。
同年4月、大蔵省入省。

### 官僚として
国家公務員として勤務を始めた片山は、大蔵省主税局調査課に配属された。
1984年にフランス国立行政学院（ENA）に留学したのち、広島国税局海田税務署長や国際金融局課長補佐、労働関連を担当する主計局主査、横浜税関総務部長、関税局調査課関税企画官、主計局主計企画官（法規課）等の要職を歴任した。
2004年7月、片山は女性初となる主計局主計官に就任し、防衛関連の予算をおもに担当した。
2005年7月、主計官を退いて国際局開発機関課長に就任。
2005年8月、大蔵省時代から23年勤めた財務省を退官する。

### 政治家として
2005年9月、第44回衆議院議員総選挙に静岡7区から自由民主党公認で出馬。郵政民営化法案に反対したため自民党の公認が得られなかった無所属の城内実を748票の僅差で破り、初当選。
2005年11月、第3次小泉改造内閣で経済産業大臣政務官に就任。
2006年9月、自由民主党広報本部長代理兼広報局長に就任。
2007年7月、第21回参議院議員通常選挙の自民党惨敗を受けて、2007年10月に自由民主党広報局長を更迭。
2009年の第45回衆議院議員総選挙では自民党公認で静岡7区から出馬し、講演会などで土下座する行脚を続けたものの選挙区内有権者の支持を得られず、前回破った保守系無所属の城内実に倍以上の差をつけられ惨敗。民主党の斉木武志にも後塵を拝し、得票数3位で落選した（斉木は比例復活により初当選）。
2010年7月、第22回参議院議員通常選挙に自民党公認で比例区から出馬し、天台宗の支援も受け党内トップで当選。
2012年3月15日、国家公務員としての在職期間が17年以上あることから特認により無試験で行政書士登録を行い、東京都行政書士会へ入会、登録番号120803602。
2012年12月、第2次安倍内閣の総務大臣政務官（旧総務庁担当）に就任。
2014年、参議院外交防衛委員長に就任。
2016年7月、第24回参議院議員通常選挙に自民党公認で比例区から出馬し、党内3位で再選。

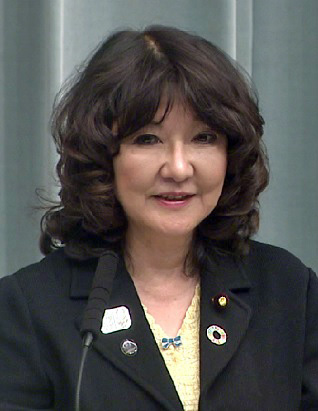
入閣時に記者会見を行う片山

2018年10月2日、第4次安倍改造内閣で内閣府特命担当大臣（地方創生、規制改革、男女共同参画）及び女性活躍担当大臣に就任した。同内閣で唯一の女性閣僚である。2019年5月1日、新天皇即位に伴う「剣璽等承継の儀」に史上初めて女性として出席した。2019年9月11日、第4次安倍第2次改造内閣発足に伴い退任。
2019年10月、自民党金融調査会長代理、自民党地方行政調査会副会長に就任。同月、総務会長代理に就任。
2021年11月、自由民主党金融調査会長に就任。総務会長代理に留任。
2021年12月24日、自由民主党国土強靭化推進本部にて二階俊博会長と面会し「志帥会を年内に退会」の意向を伝える。
2022年2月21日、志帥会（二階派）は、片山に対し退会勧告を出した。片山を巡っては、党内で他派閥への入会を希望しているとの観測が流れていたが、二階派には相談がなく不信感が高まっていた。 勧告理由については「二階派に所属する国会議員の信用を著しく失うものであり、かつ何ら是正も見られない」としている。片山は同日付で退会となり、事実上の除名となった。除名後の同月25日に片山は退会届を提出した。片山は、会長の二階俊博に2021年の末に口頭で退会の意向を伝えたと主張。これに対し、二階派事務総長の武田良太が「書類で退会届を提出するのは常識だ」と批判していた。
同年6月14日、清風会（参院安倍派）に入会した。
同年7月の第26回参議院議員通常選挙で、自民党は比例代表に特定枠2人を含め計33人の候補者を擁立し、18議席を獲得をした。片山は4番目の得票数で3期目の当選を果たした。
2023年4月27日、清和政策研究会（安倍派）に入会した。
2025年1月24日、参議院決算委員長に選出された。

## 政策

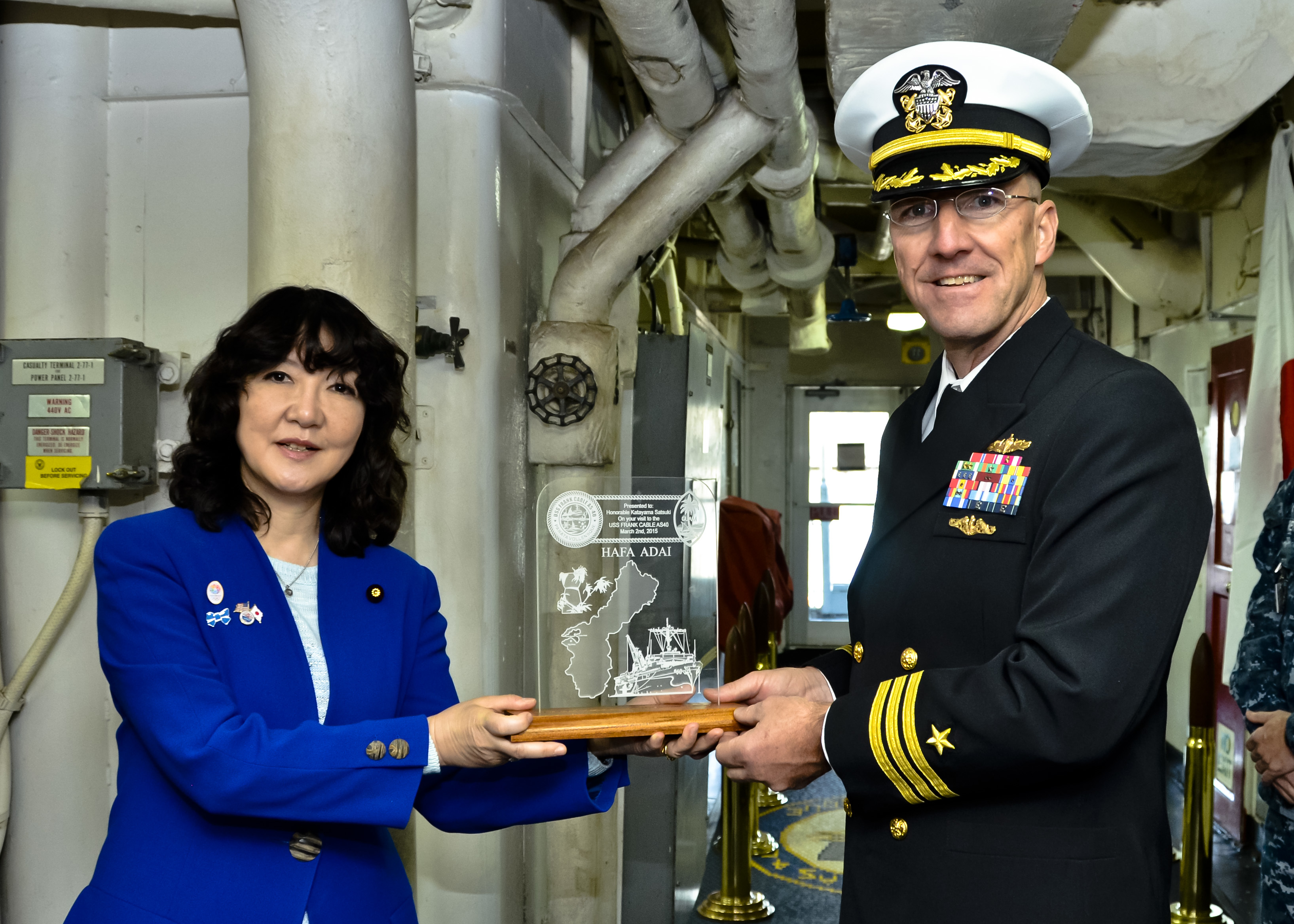
“参議院外交防衛委員長・片山”として、記念品をトム・ゴレー中佐から受け取る（2015年3月2日、アメリカ海軍の潜水母艦「フランク・ケーブル」内）

改正国家戦略特区法
2020年9月の施行 「改正国家戦略特区法(スーパーシティ法)」の発案者。第4次安倍改造内閣で2018年10月から内閣府特命担当相（地方創生、規制改革担当）として地方創生と規制改革、国家戦略特区を担当
移民政策
移民政策に関する資料（片山さつき公式サイト）では、フランスにおける移民政策に失敗に言及しつつも、日本で移民政策が成功するかどうかは未知数だ発言した。自給率を上げるために、低賃金移民受け入れの必要性を訴えた。永住権を取得可能な低賃金移民である技能実習生の受け入れを推進している。
防衛費削減
2004年、ミサイル防衛 (MD) システムの整備に数年で1兆円の追加予算が必要になり、聖域無き構造改革を掲げた小泉内閣の後押しを受けて防衛担当主計官として防衛費削減を推し進めた。佐々淳行は『産経新聞』の「正論」欄への寄稿で、ミサイル防衛システムにおける防衛庁要求の75％が削減されたとし、その結果PAC3の配備数が16基48発から4基12発に削減されたと述べている。片山は、当時4.8兆円だった防衛予算が4.7兆円台になっただけだと述べている。
シルバー人材センターの支援
1995〜1996年に旧大蔵省主計局の厚生労働担当主査で、シルバー人材センターの運営効率化のため都道府県連をつくる法改正を、当時の自民党長勢甚遠社会部会長と推進。その縁もあり、民主党政権時代に事業仕分けで予算が激減して存立の危機に立たされたシルバー人材センターについて、自民党の政権復帰後の2013年に故保岡興治元法相が「シルバー人材センター支援議員連盟を立ち上げるので代表世話人に」と白羽の矢を立て、川崎二郎元厚労大臣を会長に、事務局長、幹事長として議連を発足。シルバーの就業時間拡大、業務範囲拡大、国の財政補助の確保を実現してきた。2021年10月に川崎二郎の引退を機に会長代行に就き、全国約70万人会員とくに女性シルボンヌの会合等で講演をしている。
愛玩動物看護師の国家資格化
2013年-2014年の自民党環境部会長在任中に、環境省所管分野で過去の積み残しを全て洗い出し、報告書を作成した。その一つとして動愛法の過去の改正時の附帯決議のまま10年以上放置してきた、動物看護師が累積二万人ほどに達し、その殆どが女性、専門学校や大学でのカリキュラムも相当充実してきているのに国家資格化されずにいることを重視。それ以外にも日本のペット産業や人材についてのまともな政策が無いことから、2014年に自民党ペット関連産業・人材育成議員連盟を設立。鈴木俊一元環境相を会長に、幹事長として法制化を推進。2017年総選挙の公約作成時に環境部会も担当する政調会長代理であった片山が農林分野責任者と調整して、愛玩動物分野の動物看護士の国家資格化を選挙公約のjファイルに初めて盛り込んだ。その後調整が急速に進み、2018年夏には骨子が、年内には法案もほぼ完成して超党派の議員立法として片山が閣僚在任中の2019年に成立した。其の後議連の会長は鈴木から片山に禅譲されている。
慰安婦
慰安婦については、旧日本軍による強制連行はなかったとする立場をとり、2011年12月14日、旧日本軍の慰安婦だった女性を支援する韓国の市民団体がソウルの日本大使館前に慰安婦像を設置した際には、4日後に現地の検証のため訪韓。韓国当局に像の撤去を要求した。さらに、2012年8月の李明博大統領による竹島上陸を機に日韓関係が悪化するなか、「（韓国は）竹島問題と従軍慰安婦問題、つまり反日を、国内をまとめるテコとして使っている」として、同年9月3日には「従軍慰安婦問題に係る国連特別報告書」に関する質問主意書を提出。また、日本の中高校の韓国修学旅行の実態を調査し、2008年度には中学で24校、高校で196校（いずれも文部科学省調べ）が修学旅行先を韓国としたうえ、訪問先に「戦争と女性の人権博物館」や「ナヌムの家／日本軍『慰安婦』歴史館」をあげているとして、「国益に反する洗脳教育が行われる危険がある」「背後に、国内の『反日組織』が関与している疑いもある。早急に実態を調べたい」と主張した。
憲法改正
2012年4月に発表された自民党憲法改正案には、起草委員の1人として参加。佐々淳行によると、片山はかつて防衛担当主計官として防衛費削減を進めた際には「平和な日本を何処の国が攻めるのか」と述べて、防衛庁を批判していた。
「基本的人権を守ろうとすれば、それを侵そうと思っている人に対抗して守らなければならない。それができるのは国家です。現行憲法は国家について否定的すぎる。もっと国家の役割を前向きに位置づけていいだろうという考えです。現行憲法の規定の中には、西欧の天賦人権説に基づいて規定されていると思われるものが散見されることから、改める必要があると考えました」と述べている。
選択的夫婦別姓
2005年に雑誌AERAにおいて、選択的夫婦別姓制度について「選べるようにするということは構わないのでは」と述べ賛成している。一方、2010年の読売新聞によるアンケートでは、「やや反対」と回答している。
2020年6月25日、自らのYouTube「さつきチャンネル」における水間条項TVとのジョイント対談では、「夫婦別姓は反対です」と本人が明言している。理由は、日本の家族の扱いが（夫婦間や親子の姓で）ややこしくなり自然でないこと、内閣府特命担当大臣時代に男女共同参画の精神から夫婦の姓の扱いが職業上や身分証の扱いにおいて不利とならないよう旧姓の併記を可能とするなど全面的に関係法令を見直し、現時点で夫婦別姓を進める必要は無くなったためとしている。
2021年1月30日、片山ら自民党国会議員有志50人は、47都道府県議会議長のうち同党所属の約40人に、選択的夫婦別姓の導入に賛同する意見書を採択しないよう求める文書を郵送した。地方議員や市民団体は、地方議会の独立性を脅かす行為だとして片山らを批判した。
領土問題
竹島をめぐる大韓民国との領土問題については、かつて日中中間線問題で日本に有利とされる判決を出している国際海洋法裁判所へ提訴すべきと主張。また、韓国が領土問題で日本を侮辱する以上、日韓通貨スワップの凍結など、経済制裁で対応すべきとしている。
被災地支援
自民党政調二重ローン問題政策責任者で、公明党、たちあがれ日本・新党改革の各会派と共に、「東日本大震災事業者再生支援機構法案（二重ローン救済法案）」の発議者の一人となった。最終的に民主党が野党案の機構設立を受け入れ、2011年11月、同案が成立した。自民党の東日本大震災緊急対策PT次長とガレキ処理加速化プロジェクトチーム次長も務めている。
生活保護
生活保護行政については、大蔵省の厚労省担当主査だった頃からのこだわりがあると主張している。生活保護PTを通じて法改正の柱に、(1)生活保護給付基準の10%引き下げ、(2)食費などの生活扶助、住宅扶助を現金給付から現物給付へ、(3)稼働層の自立促進、公的機関での採用等の就労支援対策、(4)過剰診療の防止などによる医療扶助の大幅抑制、(5)自治体の調査権限強化と財政圧迫への対応、の5つを挙げている。
韓国・朝鮮籍の生活保護受給率については、日本人の約5.5倍にあたる14.2%（国籍別で1位）に達しているとして、制度の抜本的見直しが必要としている。そのため、在日特権を許さない市民の会のデモに参加。
受動喫煙問題
日本禁煙学会が2016年の参院選に先駆けて行った受動喫煙防止法についての公開アンケートにおいて、レストランやバーを含む一般市民が出入りする場所は、2020年までに「罰則付きの禁煙とするべきである」と回答していたが、選挙後の2017年に厚生労働省が飲食店などの建物内を原則禁煙とする健康増進法改正案を発表した際には、一転して全面禁煙に反対している。2017年2月9日の厚生労働部会では「全国の食べ物屋さんの経営が成り立たなくなる法律は悪法。このやり方では、つぶれる店もつぶれるし。誰もハッピーにならない」と主張し、同年2月15日の厚生労働部会では「行政OBとして、この案のまま通るのは理解できない」と主張した。
空間除菌
感染対策を資材と方法から考える超党派議員連盟 を設立して自ら会長に就任し、新型コロナウイルスパンデミックを空間除菌で予防することを推進している。厚労省などは次亜塩素酸水などの空間噴霧を「おすすめしない」としていたが、議員連盟が専門家らと科学的なエビデンスを基に厚労省などに対して働きかけ続けた結果、厚労省は「適切に使用することを妨げるものではない」とする令和3年10月21日付の事務連絡をもって、事実上の軌道修正をしている。

LGBTについて
女性の安全・安心と女子スポーツの公平性等を守る重要性に鑑み令和6年6月21日に議員連盟を発足。共同代表に就任。LGBT指針で慎重な対応を政府に要請。全ての女性の安心・安全と女子スポーツの公平性を守る議員立法の骨子案を取りまとめる。
地域金融
コロナ禍における「ゼロゼロ融資」によって企業倒産が抑えられたことから地域金融機関の社会インフラとしての重要性を訴え「地域金融議員連盟」を発足し会長に就任。地域経済を支える地銀や信用組合等の金融機関が安定した経営を後押しする政策を提言し応援する。
シェルター
国家安全保障戦略などの策定に先立ちシェルターの整備を促すべく「シェルター(堅固な避難施設)及び地下利用促進議員連盟」発足し幹事長に就任。地下利用促進のための有識者からのヒアリングや関係自治体や施設の現地視察、総理への提言などを行っている。

## 主張・発言
芸能人の親族の生活保護受給
お笑いコンビ・次長課長の河本準一の親族が生活保護費を受給していることについて、河本の推定年収が約5000万円であることから、河本の母親が生活保護を受けることは弱者の受給とは別問題であると自身のブログで批判した。
国会議事堂での写真撮影
菅直人内閣の行政刷新担当相だった蓮舫が国会議事堂内でファッション誌『VOGUE NIPPON』の写真撮影に応じたことを、2010年10月8日の参議院本会議で（名指しは避けて）批判したが、後に、片山も衆議院議員時代に国会議事堂内でファッション誌『美人百花』（2007年11月号）の写真撮影に応じていたことが発覚。これについて片山は「わたしは大臣になったことがない」、「蓮舫議員は参議院内で認められていない私的な活動のための撮影。（略）衆議院ではそうした撮影も認められていた」と弁明した。
NHKの出演者
2012年3月29日の参議院総務委員会にて、「NHKのMUSIC JAPANという番組では過去1年間、出演者の韓国人タレント占有率が36％。（略）このあたりはどういう基準でやっておられるのか」とNHK会長に質問。ところが、この36％という数字が誤りであるとネット上で指摘され、ニュースサイト『アサ芸プラス』が調査したところ実際は約11％だったことが判った。
田村琢実との論争
2013年5月19日に行われたさいたま市長選挙期間中の言動などをめぐり、自民党所属の埼玉県議会議員・田村琢実とネット上でお互いを批判しあった。
かながわ子どもの貧困対策会議
神奈川県が設置した「かながわ子どもの貧困対策会議」が2016年8月18日に開催したイベントで、女子高校生が経済的理由で専門学校進学を断念したと発言した内容を同日のNHK「ニュース7」が報じたことに対し、インターネット上で女子高校生の生活実態への疑惑が噴出した。片山も「チケットやグッズ、ランチ節約すれば中古のパソコンは十分買えるでしょうからあれっと思う方も当然いらっしゃるでしょう」とツイートし、NHKに説明を求めるとした。片山は「私はたまたまニュースを見ていて、彼女の『専門学校に進学したい』という夢をかなえてあげたいと思いました。NHKが取材するきっかけとなったイベントの名前をメモして、知り合いでもある県知事に相談しようと思ったのです」と主張した。

## 政治資金
経済産業大臣政務官在任中の2006年7月10日に政治資金パーティーを開催したが、経済産業省から外国為替及び外国貿易法違反の疑いで刑事告発されていたヤマハ発動機にこのパーティー券20万円分を売っていたことが同年7月29日に判明した。
パーティー券購入について、片山の事務所は、秘書が個人的に面識のあるヤマハの社員に依頼し、片山本人は関知しなかったと説明した。ヤマハ発動機は「議員側から会社に依頼があったということで、個人的なことではない。告発とは一切関係ない」「会社として自民党の地元議員を応援しており、他の地元議員でも依頼があるとパーティー券を購入することがある」としている。同社の社長は記者会見の席上、「告発した省の人だからおかしいということだが、裏には何もない。地元の自民党議員に対し、ごく普通に行っている協力だ」と述べている。
2012年と2013年に片山が代表を務める政治団体が浜松市内で支援者らを対象に行なった新年会について、会費収入に当たる契約220万円を、政治資金収支報告書に記載していなかったことが、2014年11月に判明した。片山側は、判明前に報告書を訂正しているとしている。
また、2013年上半期の「片山さつき後援会」の政治資金収支報告書によれば、同会の支出には出版社の「オークラ出版」へ43万2000円を2回、50万4000円を1回の計136万8000円を支払っていた。

## 不祥事

### 委員会採決無断欠席
2006年12月、衆議院経済産業委員会の官製談合防止法改正案採決を無断欠席したとして、自由民主党国会対策委員会から「(1) 所属常任委員会を変更」「(2) 国会開会中の海外渡航を1年間禁止」「(3) 翌年3月末まで国会対策委員会への出席停止」の処分を受けた。この処分により、経済産業委員会から決算行政監視委員会に所属が変更されたが、その翌月には、経済産業委員会に復帰している。

### 御嶽山の火山活動監視体制
2014年9月27日に噴火した御嶽山の火山活動監視体制について、「民主党政権の事業仕分けで常時監視の対象から御嶽山は外れた」などとSNSのTwitterに投稿したが、事実誤認とわかり撤回し謝罪。これに関し民主党は抗議をし、片山は自民党国対委員長より口頭注意、参院幹事長からは厳重注意を受けた。

### 委員会への政府答弁要領持ち込み
2014年10月21日の参議院外交防衛委員会において、委員長を務めていた片山が政府側の答弁要領（想定問答）を持ち込み、それを見ながら委員会審議にあたっていたことが発覚。野党側から「委員長の中立的な立場を損なう」と批判を受け、審議がストップする事態となった。上述の御嶽山に関する誤情報発信の直後であったこともあり、党執行部は片山を厳重注意とした上で「この次はかばえない」と通告。片山は翌日の理事懇談会で謝罪した。

### 参議院外交防衛委員会遅刻
2015年3月30日、自身が委員長である参議院外交防衛委員会理事懇談会に遅刻し、審議が中止となった。片山はこれについて4月2日の同委員会において陳謝した。遅刻は同委員会で2度目であり、自民党参議院幹事長より厳重注意を受けた。また、自民党幹部より「次、同じことがあったら、辞めてもらう」などの批判を受けた。

### 国税への口利きに関する文春報道
2015年は、片山が国務大臣に就任した3年後の2018年10月から、週刊文春により当時秘書の税理士である南村博二とともに数回以上掲載され（いわゆる文春砲）、国会でも予算委員会及び内閣委員会等において2か月を超える期間に渡り取り上げられた租税に関する国税庁への便宜供与の依頼の問題があったのではないかとされた年である。しかし2018年の当該報道に関しては、2023年5月に文藝春秋社に対して最高裁において名誉毀損が成立している。

### 緊急事態宣言中に浜松まつりに参加
新型コロナウイルス感染症の流行に伴う緊急事態宣言発令中にもかかわらず、2021年5月に浜松まつりの凧揚げに参加していたことが発覚した。
浜松まつり組織委員会は、東京都などの緊急事態宣言発令地域からの参加を禁止していた。しかし、国会会期中だった片山は、連休中に東京都から浜松市を訪れ、マスクも着用せずフェイスガードのみの状態で、浜松まつりの凧揚げに参加していた。片山は凧揚げに参加する様子を撮影しており、それを自身のFacebookに掲載したことから発覚した。なお、会場を訪れた国会議員は4名いるが、市民に交じって凧揚げに参加していた国会議員は片山と塩谷立の2名のみである。
浜松まつり組織委員会は「たこ揚げしたとすれば、参加禁止の指示に抵触する」と指摘している。市長の鈴木康友からも「慎重な行動を取ってもらいたかった」と苦言を呈された。

## 選挙歴
| 当落 | 選挙                     | 執行日         | 年齢 | 選挙区       | 政党       | 得票数     | 得票率 | 定数 | 得票順位 /候補者数 | 政党内比例順位 /政党当選者数 |
| ---- | ------------------------ | -------------- | ---- | ------------ | ---------- | ---------- | ------ | ---- | ------------------ | ---------------------------- |
| 当   | 第44回衆議院議員総選挙   | 2005年09月11日 | 46   | 静岡県第7区  | 自由民主党 | 8万5168票  | 36.77% | 1    | 1/3                | /                            |
| 落   | 第45回衆議院議員総選挙   | 2009年08月30日 | 50   | 静岡県第7区  | 自由民主党 | 5万4128票  | 21.79% | 1    | 3/4                | 25/6                         |
| 当   | 第22回参議院議員通常選挙 | 2010年07月11日 | 51   | 参議院比例区 | 自由民主党 | 29万9036票 | 2.12%  | 48   | /                  | 1/12                         |
| 当   | 第24回参議院議員通常選挙 | 2016年07月10日 | 57   | 参議院比例区 | 自由民主党 | 39万3382票 | 1.95%  | 48   | /                  | 3/19                         |
| 当   | 第26回参議院議員通常選挙 | 2022年07月10日 | 63   | 参議院比例区 | 自由民主党 | 29万8062票 | 1.63%  | 50   | /                  | 6/18                         |

## 大蔵省同期
大蔵省入省の同期は、以下の通りとなる。
| 氏名               | 出身大学     | 配属先               | 職歴                                                                                    |
| ------------------ | ------------ | -------------------- | --------------------------------------------------------------------------------------- |
| 上野善晴           | 東大法卒     | 理財局国有財産総括課 | 日本政策金融公庫代表取締役専務、理財局次長（理財担当）、岩手県副知事                    |
| 遠藤俊英           | 東大法卒     | 主計局総務課         | ソニーFG代表取締役社長兼CEO 第10代金融庁長官、金融庁監督局長、金融庁検査局長            |
| 梶川幹夫           | 東大法卒     | 大臣官房秘書課       | 関税局長、国際通貨基金（IMF）理事、国際局次長                                           |
| 片山（朝長）さつき | 東大法卒     | 主税局調査課         | 自民党参議院議員、地方創生担当大臣、主計局主計官（防衛担当）                            |
| 後藤真一           | 早大政経卒   | 関税局国際第一課     | タンザニア駐箚特命全権大使 税務大学校長、原子力損害賠償・廃炉等支援機構理事、大阪税関長 |
| 小鞠昭彦           | 東大経済卒   | 大臣官房文書課       | 国税不服審判所次長、関東財務局金融安定監理官                                            |
| 佐川宣寿           | 東大経済卒   | 主計局総務課         | 第48代国税庁長官、理財局長、関税局長、国税庁次長                                        |
| 迫田英典           | 東大法卒     | 関税局企画課         | 第47代国税庁長官、理財局長、大臣官房総括審議官                                          |
| 佐藤誠一郎         | 東大経済卒   | 主税局調査課         | セブン&アイ・ホールディングス取締役 愛知県環境部次長                                    |
| 田中修             | 東大法卒     | 大臣官房文書課       | 税務大学校長                                                                            |
| 冨永哲夫           | 東大法卒     | 証券局総務課         | 国土交通省政策統括官、会計センター所長兼財務総合政策研究所長、近畿財務局長              |
| 長友哲次           | 東大経済卒   | 国際金融局総務課     | 横浜税関長、農林漁業成長産業化支援機構取締役常務                                        |
| 福田淳一           | 東大法卒     | 主計局総務課         | 弁護士 第14代財務事務次官、主計局長、大臣官房長                                         |
| 山沖義和           | 慶應大経済卒 | 国際金融局調査課     | 信州大学経法学部長                                                                      |

## 家族・親族
- 曽祖父 - 銀林綱男（尊皇攘夷運動家、内務官僚、実業家。官選埼玉県知事）
- 祖父 - 朝長三郎（内祖父。陸軍軍人、近衛騎兵隊長[75]）
- 祖母 - 銀林はた（内祖母。銀林綱男五女）[76]
- 父 - 朝長康郎（長崎市出身の数学者。東京帝国大学理学部卒業、理学博士。宇都宮大学名誉教授。1921年生、2014年没）[77]
- 夫
  - 舛添要一（大蔵省在職中の1986年、近藤鉄雄の紹介で当時東大助教授の舛添と見合い結婚したが、1989年に離婚）
  - 片山龍太郎（マルマン（現・マジェスティゴルフ）創業者片山豊の息子。1990年に再婚）

### 親族について
祖先は由緒ある長崎県の朝長家と新潟県の銀林家の子孫であり、名家とされている。
父の朝長康郎（東京帝国大学理学部卒の数学者で、宇都宮大学名誉教授など歴任）両親が朝長家と銀林家（祖母は、ぎんばやし　はた）となる。朝長家は現在の長崎県大村市にある大村藩の家老であった。銀林家は新潟県上越地方の糸魚川に平安時代から続く代々神主の家系であり、華岡青洲流医者であった。
片山さつきの祖母の銀林はた（旧姓）の父の銀林綱男は、明治維新後に決起して上京、埼玉県知事や東京市の助役、東京商品取引所の理事長を歴任し、現在の生命保険制度の基を築いた共済500名社の安田善次郎ら八名の設立者の一人であった人物で、綱男の五女がはたである。

## 人物
- 幼少のころより神童の誉れ高く、母校の高砂小学校では同校始まって以来の天才少女が現れたと言われ、東京教育大学附属高校時代は常に一番で通し、代々木ゼミナール全国模試でも一位を4度取り、大蔵省では次官への最短路とされる主計局に配属、エッセイストの森茉莉（森鷗外の長女）から「大蔵美人」と称された、と教育ジャーナリストの小林哲夫は評している[78]。
- 週刊女性誌のインタビューに対して『（前略）あと「チャングムの誓い」は好きですよ。調理という観点から韓国の文化が理解できるので、素晴らしいと思います』と答えている[79][80]。
- 眉の形が左右で異なるので、左の前髪は常に下ろし、左眉は絶対に見せない（記事冒頭写真参照）。

## 主な所属議員連盟
- 日本会議国会議員懇談会[81]
- 神道政治連盟国会議員懇談会[81]
- 尖閣諸島を守る会（特別顧問）[82]
- トラック輸送振興議員連盟（副会長）[82]
- 日韓議員連盟[82]
- 日華議員懇談会[82]
- 日本の領土を守るため行動する議員連盟[82]
- 幼児教育議員連盟[82]
- 小規模企業税制確立議員連盟
- 感染対策を資材と方法から考える超党派議員連盟(会長)
- 行政書士制度推進議員連盟(副幹事長)
- 公認会計士制度振興国会議員連盟(副幹事長)
- 日本ベトナム友好議員連盟(副会長)
- 自動車議員連盟(運輸委員長)
- 税理士制度改革推進議員連盟(副幹事長)
- 内水面漁業振興議員連盟(常任幹事)
- 日本インド友好議員連盟
- 日ロ友好議員連盟(理事)
- コンピュータ会計推進議員連盟(TKC議連/副幹事長)
- 石油流通問題議員連盟(PT幹事)
- テニス推進議員連盟(幹事)
- 弁理士制度推進議連(幹事)
- 自由民主党シルバー人材センター活性化議員連盟(会長代理)
- 不動産鑑定士制度推進議員連盟(副幹事長)
- 事業再生・サービサー振興議員連盟(副幹事長)
- 産業・資源循環議員連盟(幹事長)
- ペット関連産業・人材育成議員連盟(会長)
- 自由民主党全日本仏教議員連盟(副幹事長)
- 自由民主党日本の豆腐文化を守る議員連盟(幹事長)
- 電気工事議員連盟(幹事長)
- スポーツ議員連盟(副会長)
- 全ての女性の安心・安全と女子スポーツの公平性を守る議員連盟(共同代表)[83]
- シェルター(堅固な避難施設)及び地下利用促進議員連盟(副会長・幹事長兼)
- 地域金融議員連盟(会長)

## 著書

### 単著
- 「SPC法とは何か 資産の証券化と流動化に向けて」（日経BP社、1998年、ISBN 978-4-8222-8040-6）
- 「日本経済を衰退から救う真実の議論」（ かんき出版、2010年、ISBN 978-4-7612-6668-4）
- 「正直者にやる気をなくさせる!?福祉依存のインモラル」（オークラ出版、2012年、ISBN 978-4-7755-1922-6）
- 「未病革命2030」（日経BP社、2015年、ISBN 978-4-8222-7926-4）

### 共著
- （京子スペクター）「エコにだまされない」（ポプラ社、2011年、ISBN 978-4-591-12271-6）
- （早川忠孝、牧原秀樹、森まさこ、丸川珠代、井沢京子、島尻安伊子）「国民の生活はわれわれが守る！―いまこそ必要なセーフティネットとは?」PHPパブリッシング　2011年。ISBN 978-4904302798

## 出演

### 報道番組
- プライムニュース（BSフジ）
- 朝まで生テレビ!（テレビ朝日）
- 激論!クロスファイア（BS朝日）
- 深層NEWS（BS日テレ）
- 報道1930（BS-TBS）

※不定期出演

### バラエティ番組
- めちゃ×2イケてるッ!（フジテレビ、2011年1月18日） - お笑い芸人歌がへたな王座決定戦スペシャルに出演[84]。
- ジョブチューン アノ職業のヒミツぶっちゃけます!（TBS、2013年9月14日） - プロフェッショナル・ゲスト
- ダウンタウンなう（フジテレビ、2017年3月10日） - 本音でハシゴ酒・ゲスト
- びわ湖カンパニー（びわ湖放送）不定期

### 映画
- 百年と希望（2022年）